# Estação Smolenskaia (linha Filiovskaia)
Smolenskaia (em russo:  Смоленская) é uma das estações da linha Filiovskaia (Linha 4) do Metro de Moscovo, na Rússia. Estação «Smolenskaia» está localizada entre as estações «Kievskaia» e «Arbatskaia».